# Juan Cuminetti
Juan Carlos Cuminetti (Rosário, 27 de maio de 1967) é um ex-jogador de voleibol da Argentina que competiu nos Jogos Olímpicos de 1988.
Em 1988, ele fez parte da equipe argentina que conquistou a medalha de bronze no torneio olímpico, no qual atuou em cinco partidas.